# Ewa.ewa
ewa.ewa – album Ewy Bem wydany w roku 2004.

## Lista utworów
1. Intro - Nadchodzę
2. Bez winy
3. Nigdy w życiu nie jest tak
4. Coraz bliżej
5. Niepewność
6. Pomidory
7. Dlaczego nas tam nie ma
8. Jesteś mój
9. Całkiem spokojnie wypiję trzecią kawę
10. Sprzedaj mnie wiatrowi
11. Moda na niemiłość
12. Nie zadzieraj nosa
13. Bezsenność we dwoje
14. Narwańce polne
15. Prawie - prawie
16. Pobiec, dobiec